# Pagurapseudopsis gracilipes
Pagurapseudopsis gracilipes är en kräftdjursart som beskrevs av Sueo M. Shiino 1963. Pagurapseudopsis gracilipes ingår i släktet Pagurapseudopsis och familjen Pagurapseudidae. Inga underarter finns listade i Catalogue of Life.